# بردن ولیج
بردن ولیج (به انگلیسی: Berden) یک روستا و محله مدنی در بریتانیا است که در آتلزفورد واقع شده‌است. بردن ولیج ۴۶۵ نفر جمعیت دارد.